# 喬托號
喬托號（Giotto）是一艘歐洲太空總署所發射的太空船，主要任務是探測哈雷彗星。喬托號於1986年3月13日成功以596公里的距離通過哈雷彗星的核心。喬托號是為了紀念義大利畫家喬托·迪·邦多納而命名的，他曾在1301年觀測過哈雷彗星，並視為伯利恆之星。

## 任務

喬托號的軌道

美國原本也打算與喬托號一起發射衛星來探測哈雷彗星，但是後來因為美國太空總署的預算遭到刪減而取消這次計畫。後來美國太空總署計畫使用低軌道上的太空梭來搭載觀測儀器，但是因為挑戰者號在1986年1月發生挑戰者號太空梭災難而取消。
所以後來計劃由5個衛星來聯合探測哈雷彗星，包括喬托號、蘇聯的維加一號（Vega 1）及維加二號（Vega 2）、日本的彗星號及先鋒號。在這個計畫中，日本的2顆衛星與美國在1978年發射升空的國際彗星探險者號（International Cometary Explorer）從遠距離來觀測彗星。蘇聯的織女一號及織女二號則負責定位彗核的位置，並傳回相關數據，讓喬托號可以近距離的觀測彗核。因為喬托號非常接近彗核，所以歐洲太空總署認為它將會遭受高速彗星粒子的破壞。這次探測哈雷彗星的衛星組合也被稱為哈雷艦隊。

## 探測
亞利安一號運載火箭在1985年6月2日從法屬圭亞那庫互（Kourou）蓋亞那太空中心將喬托號發射升空，而位在德國達姆施塔特的歐洲太空控制中心（European Space Operations）負責操控這顆衛星。

### 接近哈雷彗星
蘇聯的織女一號在1986年3月4號開始將彗星的照片傳回地球，並在3月6日首次觀測到哈雷彗星的彗核。而織女二號也緊接在3月9日飛過哈雷彗星。
喬托號在1986年3月14日成功以600公里的距離通過彗核附近，並在小型彗星粒子的撞擊之下倖存下來。其中一次撞擊讓喬托號的轉動軸發生偏移，所以它的天線無法指向地球，並毀壞了部分儀器。在32分鐘的調整後，喬托號繼續收集有關哈雷彗星的資料。
彗星粒子另一次撞擊喬托號則破壞了彩色相機，不過是發生在喬托號近距離通過彗核，並傳回照片之後。

### 第一次飛掠地球
喬托號的軌道後來為了可以飛掠地球而受到修正，衛星上的儀器則在1986年3月15日世界協調時02:00關閉。 

### 接近葛里格-斯克傑利厄普彗星
喬托號在1990年7月2日再度運作，並藉著地球的引力彈弓接近下一個探測目標。喬托號在1992年7月10日接近葛里格-斯克傑利厄普彗星（Comet Grigg-Skjellerup），距離僅有200公里。衛星上的儀器則在1992年7月23日再度關閉。

### 第二次飛掠地球
喬托號在1999年第二次飛掠地球，不過這次並沒有讓衛星上的機器再度運作。

## 發現
科學家從喬托號拍攝的照片得知，哈雷彗星的彗核形狀類似花生，長15公里，寬7至10公里。彗核只有10%的表面有地質活動，且至少有3個噴射孔位在面向陽光的那一面。經過分析後得知哈雷彗星約在15億年前形成，所以揮發性的物質（主要是冰）已經凝結成星際彗星粒子。
經過喬托號的探測，得知哈雷彗星噴射出的物質中有80%是水、10%一氧化碳、2.5%甲烷與氨的混合物，其他則是烴、鐵及鈉。每秒從哈雷彗星噴射出的物質大約有3公噸，分別從7個噴射孔噴發出來，並導致彗星在運行時會晃動。
喬托號也發現哈雷彗星的彗核比煤炭還黑，表示它被一層厚實的塵埃所覆蓋。彗核的表面相當粗糙且多孔，整體的密度約0.3公克/立方公分，沙加迪夫小組估計值則是0.6公克/立方公分 ，不過S. J. Peale則認為所有的估計都存在著錯誤。
由哈雷彗星噴射出的物質大約只有香煙煙霧粒子般大，質量從10−20 kg 到40x10−5 kg。雖然科學家無法測量撞擊喬托號並讓它發生偏移的粒子大小，不過從它造成的影響來看，估計它的重量介於0.1至1公克之間。

## 成就
- 喬托號是歷史上距離哈雷彗星最近的探測器。

喬托號紀念郵票。

- 喬托號是歷史上首次拍攝到彗核照片的探測器。
- 喬托號是歷史上首艘近距離接觸兩顆彗星的探測器。
- 喬托號是歷史上從冬眠模式再重新啟動的探測器。

## 參看
- 哈雷艦隊